# Ludovico Lipparini

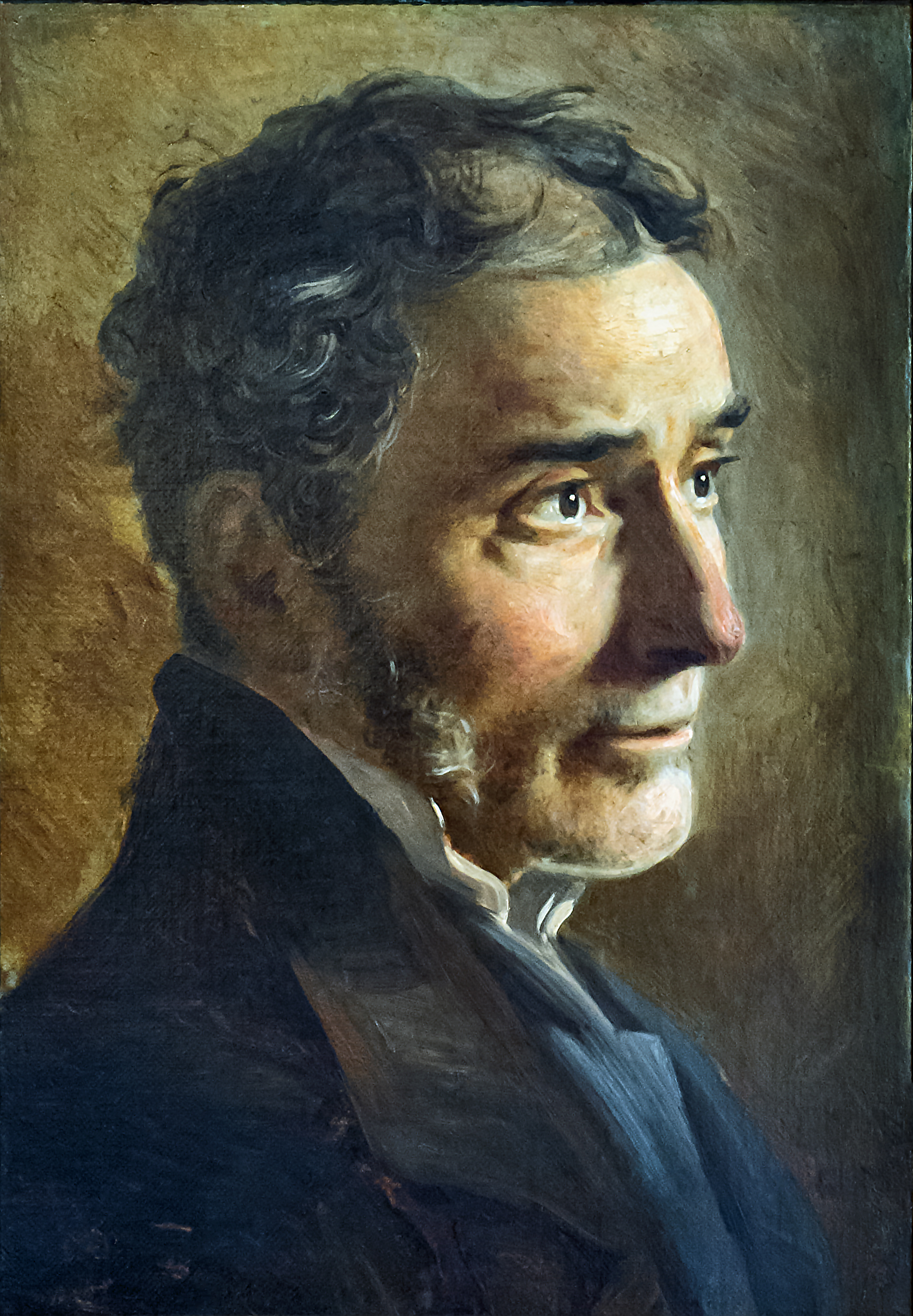
Ludovico Lipparini

Ludovico Lipparini (* 17. Februar 1800 in Bologna; † 10. März 1856 in Venedig) war ein italienischer Maler.

## Leben
Ludovico Lipparini wurde am 17. Februar 1800 in Bologna geboren. Ab 1825 studierte er an der Akademie für Schöne Künste in Venedig (Accademia di Belle Arti di Venezia), wo er sich mit seinem Lehrer und späteren Schwiegervater Teodoro Matteini (1754–1831) anfreundete. 1833 wurde Lipparini in New York zum Ehrenmitglied (Honorary NA) der National Academy of Design gewählt. 1838 übernahm er den Lehrstuhl seines Schwiegervaters, 1846 den des Kunstprofessors Odorico Politi (1785–1846). Zu seinen Schülern zählten die Maler Cesare Dell’Acqua und Dionysios Tsokos. Lipparini starb am 10. März 1856 in Venedig.

## Werke (Auszug)
- Der Tod von Markos Botzaris, Civico Museo Sartorio, Triest
- Martyrium der Heiligen von Aquileia, Sant'Antonio Nuovo, Triest
- Porträt von Leopoldo Cicognara, Ca' Pesaro – Galleria Internazionale d'Arte M oderna, Venedig
- Porträt von Metternich, Privatsammlung
- Sokrates und Alkibiades, Privatsammlung

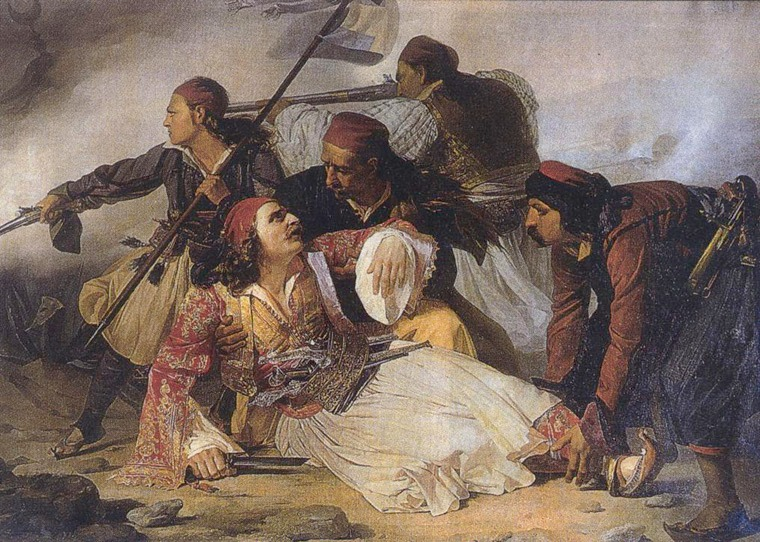
Der Tod von Markos Botsaris (Civico Museo Sartorio)
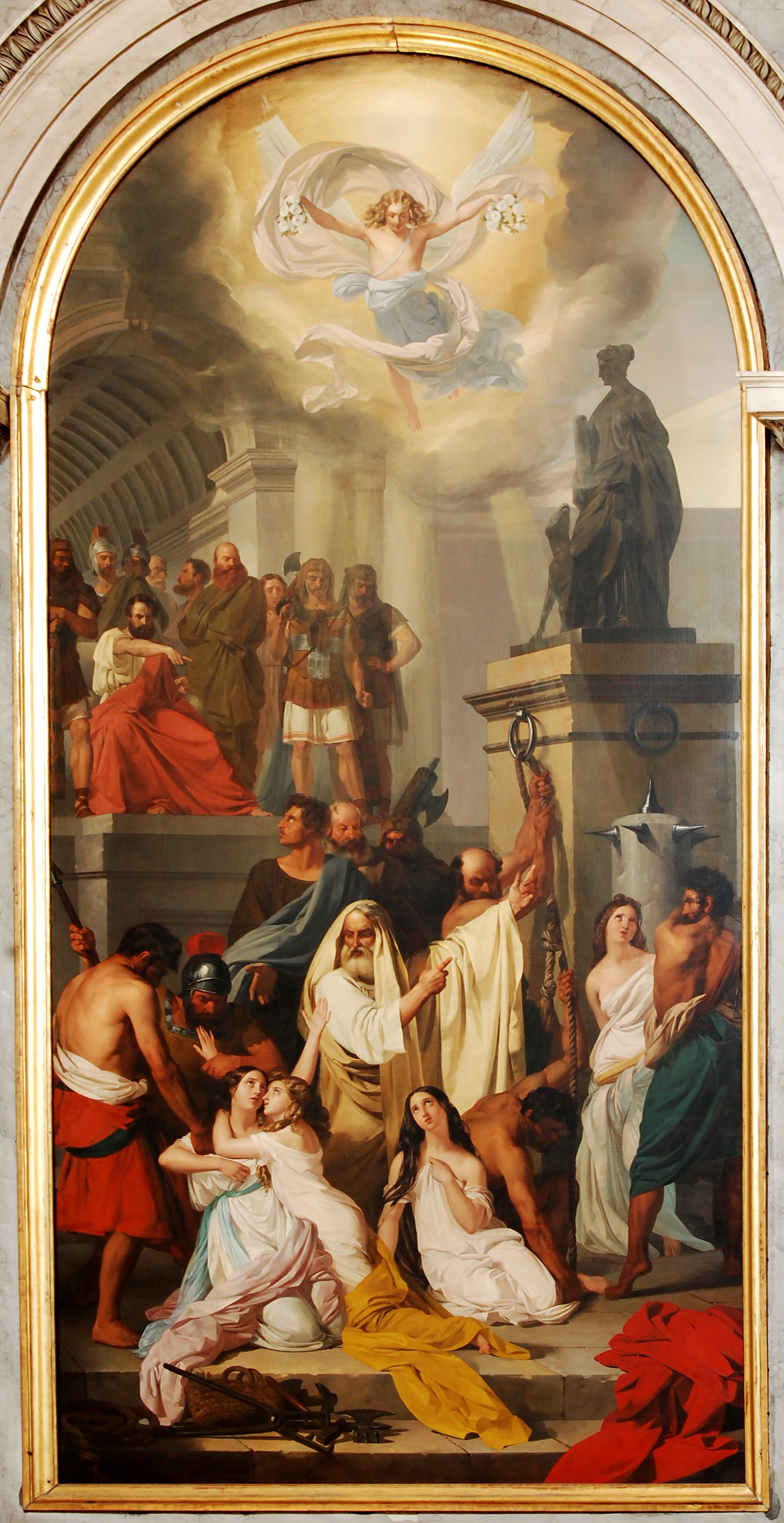
Martyrium der Heiligen von Aquileia (Sant'Antonio Nuovo)